# Burning Desire
„Burning Desire” este un cântec a cântăreței Americane Lana Del Rey. Initial disponibil pentru descărcare digitală imediată după precomandarea pentru al treilea EP a lui Del Rey, Paradise. „Burning Desire” a fost lansat ca un single promoțional pe data de 19 martie. Pentru Ziua Îndrăgostiților 2013, un videoclip pentru piesa a fost lansat. Liric compus de către Lana Del Rey și colaboratorul ei de mult timp, Justin Parker, piesa a fost produsă de Emile Haynie.

## Videoclipul

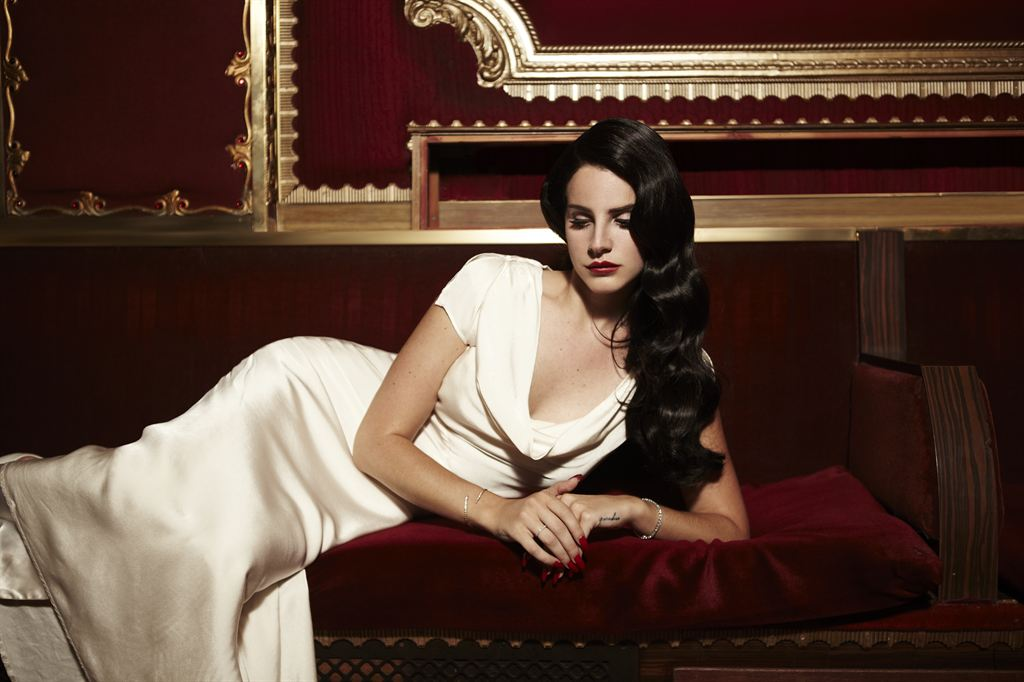
Del Rey într-o fotografie de promovare facută în timpul filmărilor pentru videoclipul „Burning Desire”

Un videoclip de promovare pentru „Burning Desire” a apărut online de Ziua Îndrăgostiților 2013, în videoclip Del Rey apare ca de obiceiul ei de cântăreață longue, intercalate cu fragmente din Jaguar F-Type. Regizat de Anthony Shurmer videoclipul a fost filmat în sala de bal Rivoli în capătul de sud a Londrei.

## Clasamente
| Clasament (2012)   | Poziție maximă |
| ------------------ | -------------- |
| Regatul Unit (OCC) | 172            |

## Istoricul lansărilor
| Țară                       | Dată           | Format              | Casă de discuri    | Ref.  |
| -------------------------- | -------------- | ------------------- | ------------------ | ----- |
| Canada                     | 19 martie 2013 | Descărcare digitală | Polydor Records    | [ 6 ] |
| Statele Unite ale Americii | 19 martie 2013 | Descărcare digitală | Interscope Records | [ 7 ] |